# Ла-Абра-Гайтс (Каліфорнія)
Ла-Абра-Гайтс (англ. La Habra Heights) — місто (англ. city) в США, в окрузі Лос-Анджелес штату Каліфорнія. Населення — 5682 особи (2020).

## Географія
Ла-Абра-Гайтс розташована за координатами 33°57′32″ пн. ш. 117°56′56″ зх. д. / 33.95889° пн. ш. 117.94889° зх. д. (33.958959, -117.948973).  За даними Бюро перепису населення США в 2010 році місто мало площу 15,96 км², з яких 15,95 км² — суходіл та 0,01 км² — водойми.

## Демографія
Згідно з переписом 2010 року, у місті мешкало 5325 осіб у 1805 домогосподарствах у складі 1491 родини. Густота населення становила 334 особи/км².  Було 1880 помешкань (118/км²).
Расовий склад населення:
| - 72,4 % — білих - 15,8 % — азіатів - 0,9 % — чорних або афроамериканців - 0,5 % — корінних американців - 0,1 % — вихідців з тихоокеанських островів - 6,3 % — осіб інших рас |

До двох чи більше рас належало 4,1 %. Частка іспаномовних становила 23,5 % від усіх жителів.
За віковим діапазоном населення розподілялося таким чином: 19,1 % — особи молодші 18 років, 61,4 % — особи у віці 18—64 років, 19,5 % — особи у віці 65 років та старші. Медіана віку мешканця становила 47,6 року. На 100 осіб жіночої статі у місті припадало 99,1 чоловіків;  на 100 жінок у віці від 18 років та старших — 102,6 чоловіків також старших 18 років.
Середній дохід на одне домашнє господарство  становив 143 477 доларів США (медіана — 111 382), а середній дохід на одну сім'ю — 151 193 долари (медіана — 113 455). Медіана доходів становила 84 833 долари для чоловіків та 59 207 доларів для жінок. За межею бідності перебувало 3,4 % осіб, у тому числі 0,0 % дітей у віці до 18 років та 5,4 % осіб у віці 65 років та старших.
Цивільне працевлаштоване населення становило 2378 осіб. Основні галузі зайнятості: освіта, охорона здоров'я та соціальна допомога — 21,4 %, роздрібна торгівля — 15,3 %, науковці, спеціалісти, менеджери — 11,6 %, виробництво — 9,6 %.